# Liste de minéraux (lettre L)
Pour un article plus général, voir Liste de minéraux
- Labradorite variété d'anorthite
- Lacroixite NaAl(PO4)F
- Laffittite, AgHgAsS3 Sulfosel. Découvert en 1974 à La Chapelle-en-Valgaudémar, Hautes-Alpes (France).
- Laforêtite
- Laihunite
- Lammerite
- Långbanite
- Langisite
- Langite Cu4(SO4)(OH)6 • 2 H2O
- Larimar : variété de pectolite
- Larnite
- Laumontite Ca(AlSi2O6)2 • 4 H2O
- Laurionite PbCl(OH)
- Laurite RuS2
- Lautenthalite, Sulfate, couleur vert. Découvert en 1993 à Lautenthal, Harz Mts, Basse-Saxe (Allemagne).
- Lautite
- Lavendulan
- Låvenite
- Lawsonite CaAl2Si2O7(OH)2 • H2O
- Lazulite (Mg,Fe)Al2(PO4)2(OH)2
- Lazurite
- Leadhillite, Sulfate, couleur blanc, gris, jaune vert-pâle ou bleu-pâle. Découvert en 1832 à Leadhills-Wanlockhead, Dumfriesshire (Écosse)
- Legrandite Zn2(AsO4)(OH) • H2O
- Lehrbachite Mélange de clausthalite, et de tiemannite
- Leifite
- Leiteite ZnAsIII2O4
- Lengenbachite (Ag,Cu)2Pb6As4S13
- Léonite
- Lépidocrocite FeIIIO(OH)
- Lépidolite
- Letovicite (NH4)3H(SO4)2
- Leucite
- Leucophanite
- Leucophoenicite
- Leucophosphite
- Lévyclaudite
- Lévyne, dont lévyne-Ca et lévine-Na
- Libéthénite
- Liddicoatite, groupe de la tourmaline
- Liebigite
- Likasite
- Linarite PbCu(SO4)(OH)2
- Lindackerite
- Lindgrenite
- Lindströmite
- Linnaéite, utilisation comme minerai de nickel
- Linosite (Kaersutite).
- Liroconite Cu2Al(AsO4)(OH)4 • 4 H2O
- Liskeardite
- Lithiophilite
- Liveingite Pb9As13S28 Sulfosel, couleur gris-foncé. Découvert en 1901 dans le Binntal, Valais (Suisse).
- Livingstonite HgSb4S6(S2) Sulfosel. Découvert en 1874 à  Huitzuco de los Figueroa, Guerrero (Mexique).
- Löllingite FeAs2
- Lomonosovite
- Londonite
- Loparite-(Ce) (Ce,Na,Ca)(Ti,Nb)O3
- Lorandite TlAsS2
- Loseyite Carbonate, couleur blanc à brun. Découvert en 1929 à Franklin, Sussex (New-Jersey)
- Lotharmeyerite CaZnMnIII(AsVO3OH)2(OH)3
- Löweite
- Ludlockite PbFeIII4AsIII10O22
- Ludwigite
- Lueshite
- Luetheite
- Lüneburgite
- Luxembourgite
- Luzonite
- Lyonsite